# مردم تووایی
مردم تووایی (تووایی: Тывалар، Тьvаlar/Tıvalar; مغولی: Тува, Tuwa) گروهی از مردم ترک  هستند که بیشترشان در جمهوری تووا (از جمهوری های خودمختار روسیه) در جنوب سیبری زندگی می‌کنند. آنان به طور تاریخی در دسته مغولان قرار گرفته‌اند. ریشه آنان بین اقوام مغول، ترک و ساموییدی است.
سرگئی شویگو (که از سال ۲۰۱۲ وزیر دفاع روسیه بوده است) در چادان، جمهوری تووا از پدری تووایی و مادری روس به دنیا آمد. او پیشتر وزیر وضعیت‌های اضطراری و فرماندار مسکو بوده است. او همچنین رئیس فدراسیون ورزشی بین‌المللی آتش نشانان و ناجیان است. وی دارای درجه ژنرالی است.

## نگارخانه

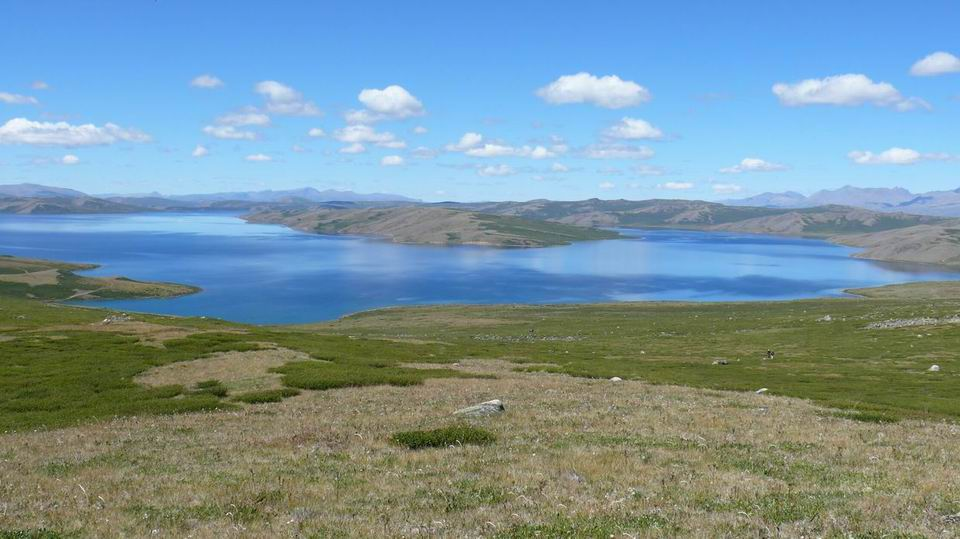
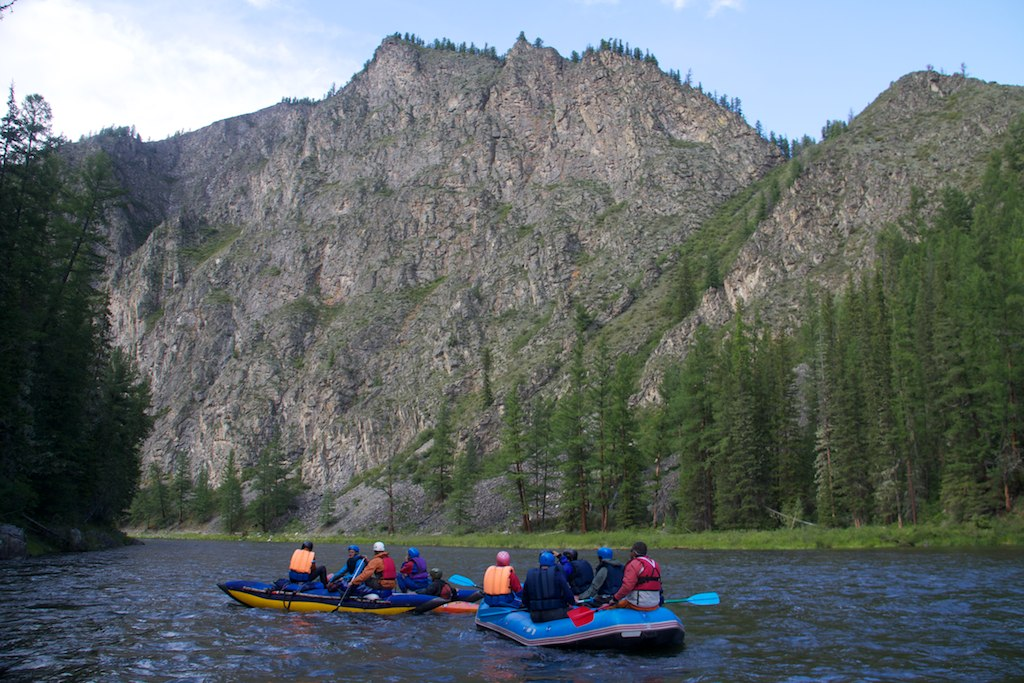
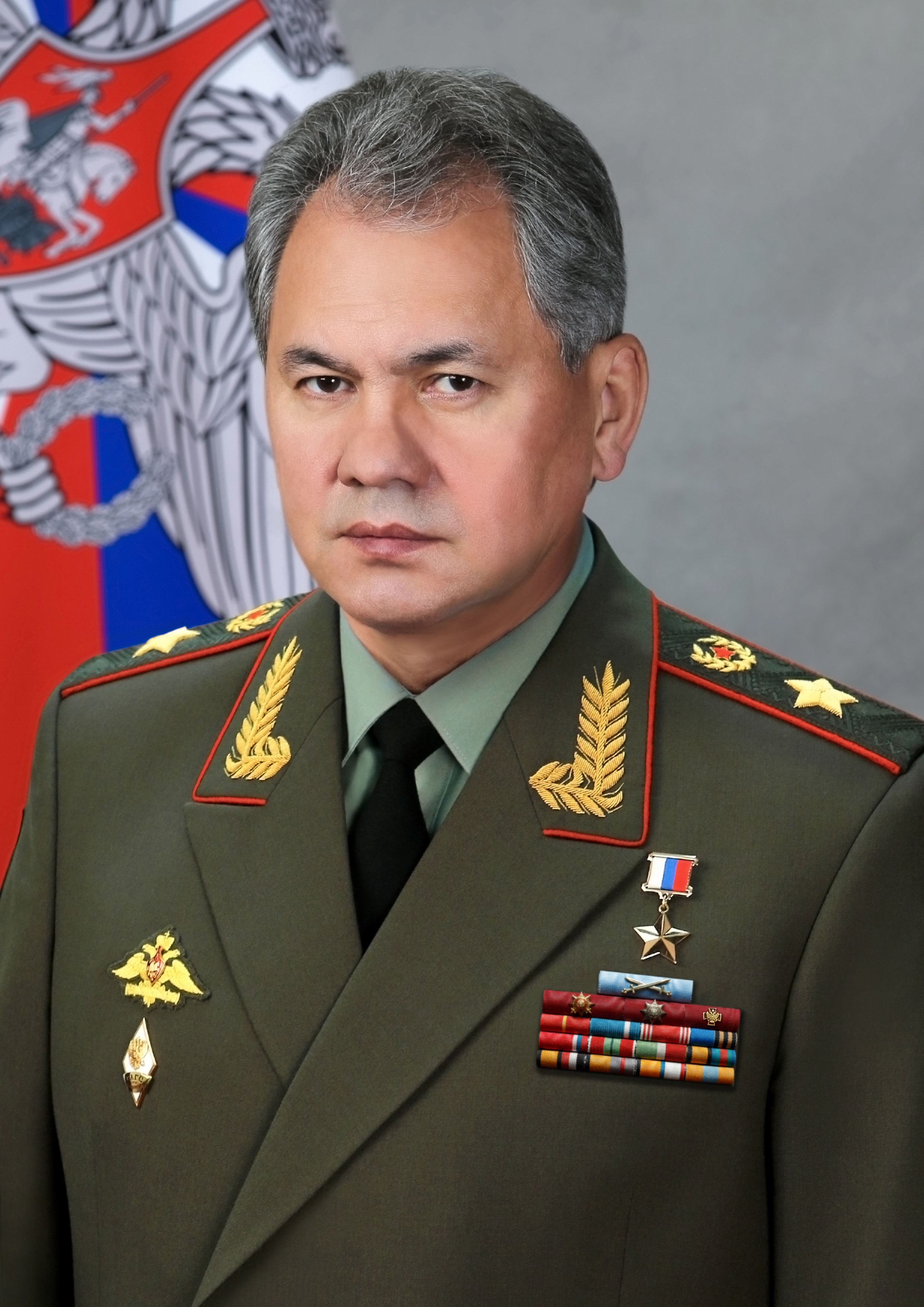
سرگئی شویگو وزیر دفاع روسیه
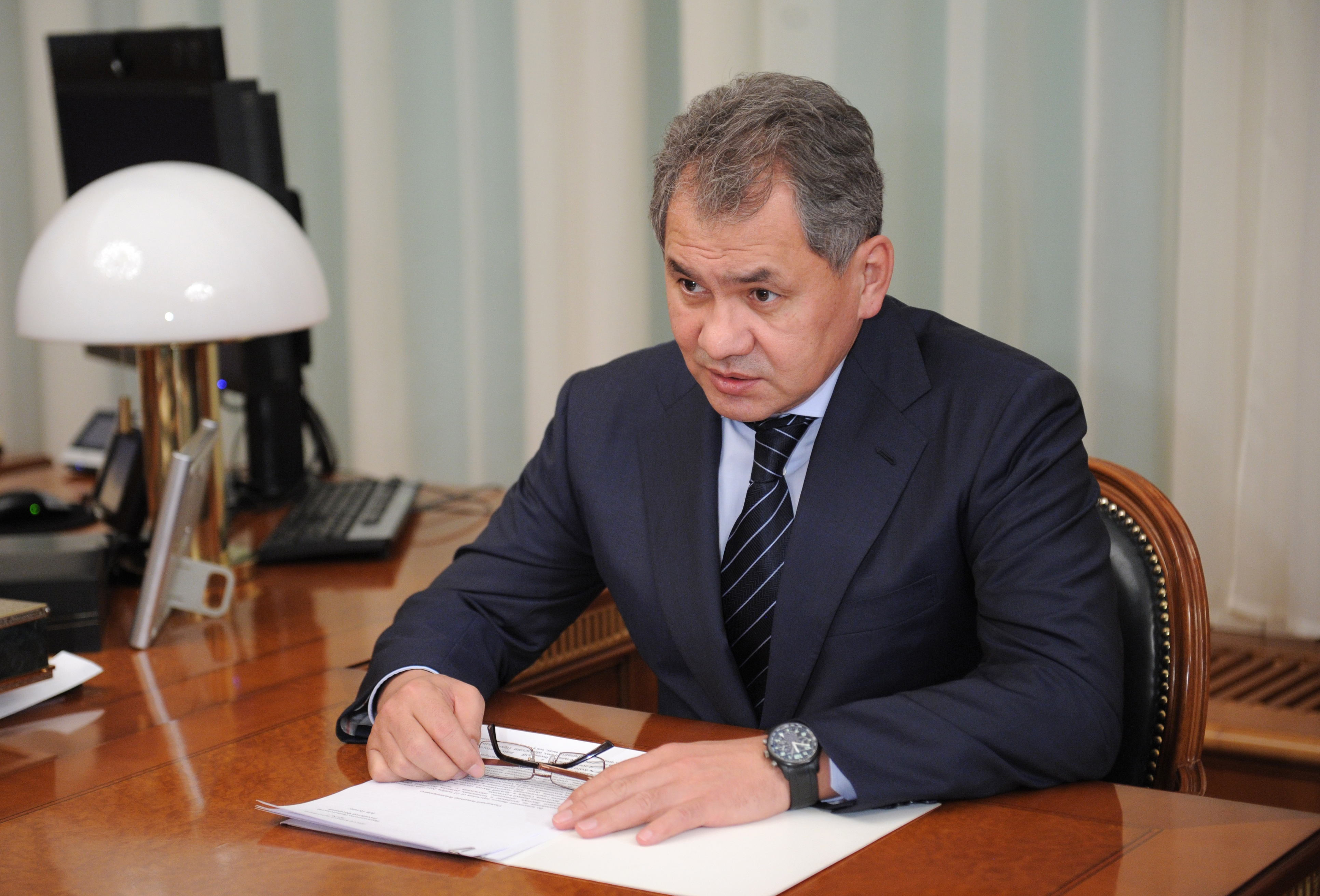
سرگئی شویگو وزیر دفاع روسیه
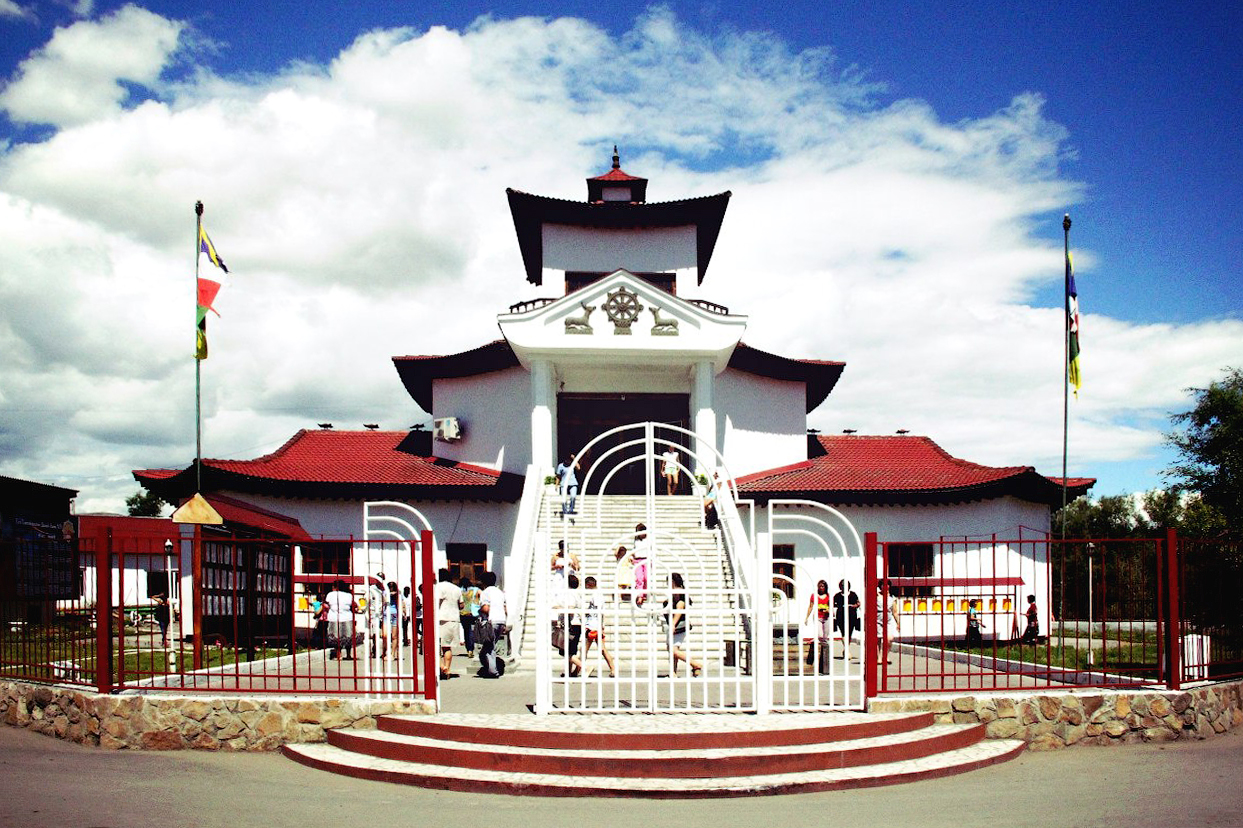
معبد بودایی در قیزیل
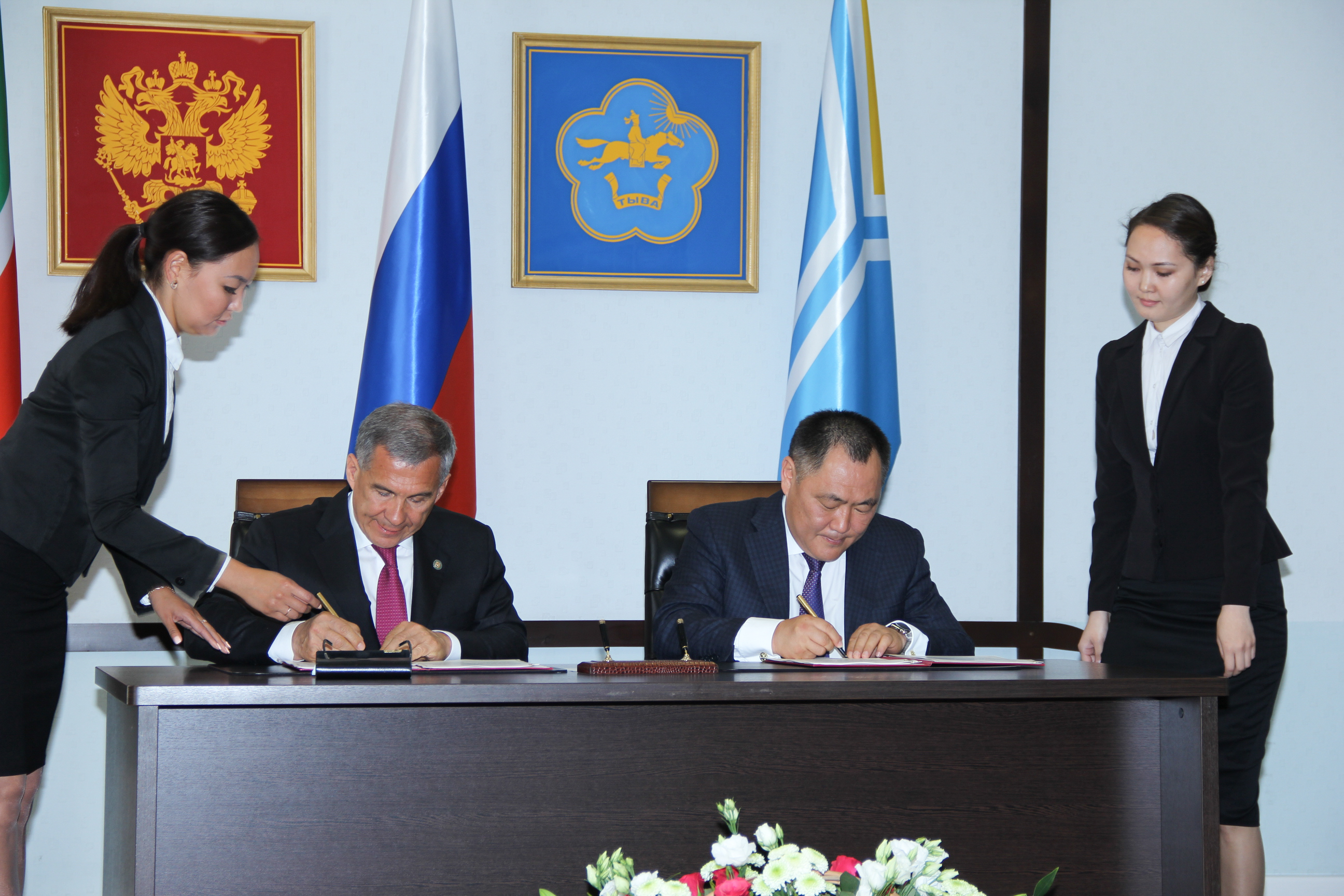
شالبان کارائول(سمت راست)، رئیس حکومت جمهوری تووا
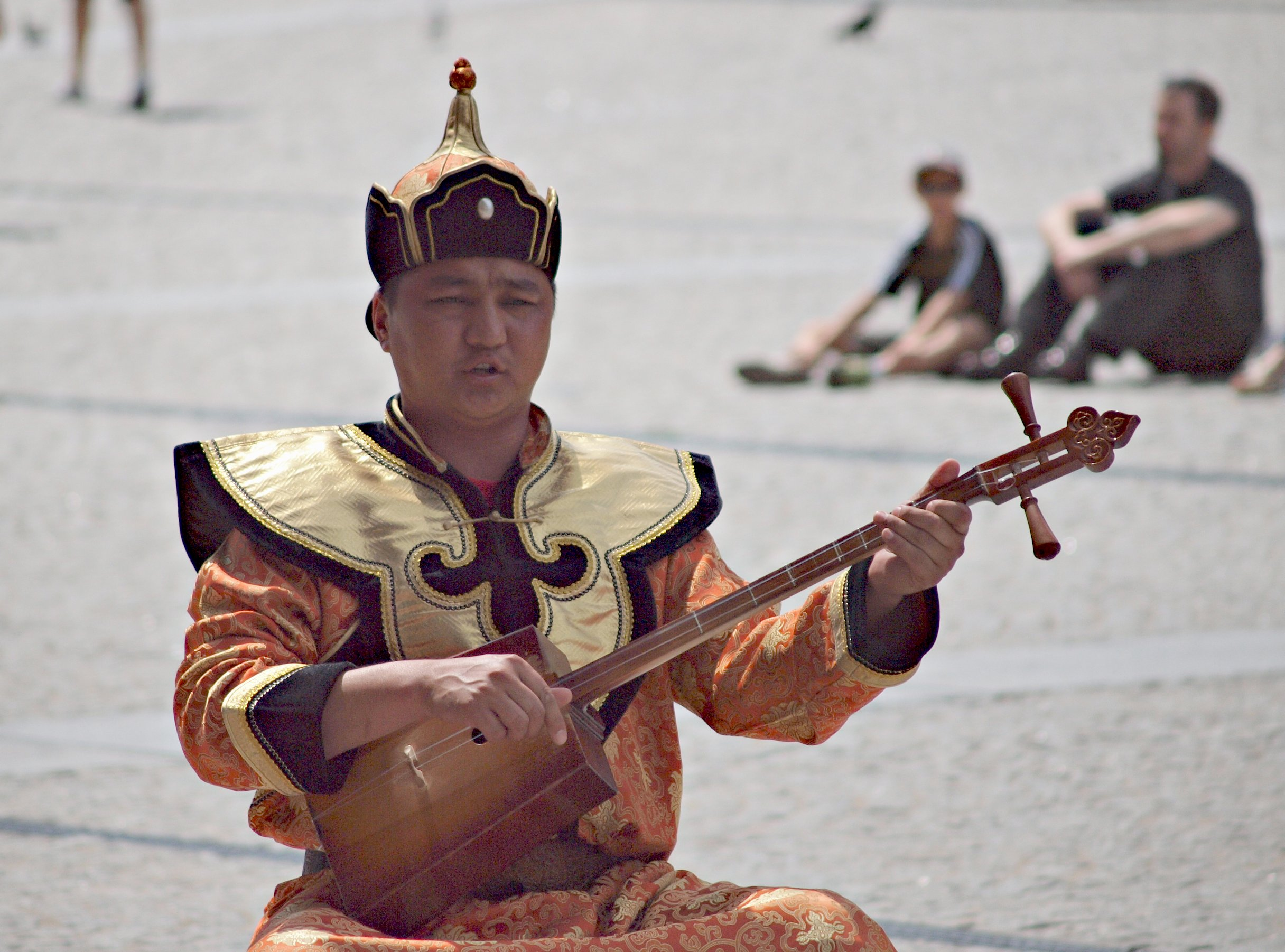
یک خواننده تووایی.